# Melanagromyza squamifera
Melanagromyza squamifera är en tvåvingeart som beskrevs av Mitsuhiro Sasakawa 2006. Melanagromyza squamifera ingår i släktet Melanagromyza och familjen minerarflugor.
Artens utbredningsområde är Hongkong (Kina). Inga underarter finns listade i Catalogue of Life.